# Festuca penzesii
Festuca penzesii är en gräsart som först beskrevs av Boris T. Achtarov, och fick sitt nu gällande namn av Markgr.-dann. Festuca penzesii ingår i släktet svinglar, och familjen gräs. Inga underarter finns listade i Catalogue of Life.